# Сабініан
Сабініан (лат. Sabinianus; бл. 530 — 22 лютого 606, Рим) — шістдесят п'ятий папа Римський (13 вересня 604—22 лютого 606), походив з міста Блери. Папа Григорій I призначив його послом у Константинополі, проте місія Сабініана не була тривалою та вдалою.
Не був популярним серед римлян через свою невдалу економічну діяльність. На відміну від папи Григорія, який безкоштовно роздавав зерно під час голоду, Сабініан розпорядився хліб продавати. Вважається, що він запровадив звичай бити у дзвони в певні моменти церковних служб, а також наказав розмістити сонячні годинники на церквах.